# TAM Air
TAM Air, voorheen TbilAviaMsheni (Georgisch: თბილავიამშენი, Tbilaviamsjeni), was tussen 2001 en 2010 een Georgische luchtvaartmaatschappij met thuisbasis in Tbilisi.

## Geschiedenis
TAM Air werd in 2001 opgericht door de Tbilisi vliegtuigfabriek (TbilAviaMsheni) onder de naam Tbilaviamsheni en begon met een Toepolev Tu-134A die van de Georgische luchtmacht kwam. In latere jaren kwamen daar een Jakovlev Jak-40 en Antonov An-24 bij voor regionale bestemmingen. In 2007 werd de maatschappij hernoemd in het acroniem van de bedrijfsnaam, TAM Air, en werd de Toepolev uitgefaseerd.
Nadat in voorjaar 2008 een einde kwam aan een 18 maanden durend Russisch vliegembargo, hervatte het bedrijf in juni en juli 2008 met de An-24 lijndiensten met Rusland. Dit betrof de routes vanaf Tbilisi naar Adler-Sotsji, Mineralnye Vody en Rostov en vanaf Batoemi naar Adler-Sotsji. Dit was echter van korte duur, want in augustus 2008 brak de korte Russisch-Georgische Oorlog uit, waarna wederom een embargo van kracht werd.
In 2009 huurde TAM Air een Boeing 737-200 van de Kazachse maatschappij StarLine.kz, waarmee het vluchten op Warschau begon. Het Russische embargo leidde tot een moeilijke financiële situatie van verschillende Georgische luchtvaartmaatschappijen. Door zorgen over de vliegveiligheid trokken Georgische luchtvaartautoriteiten de Air operator's certificate(AOC) van verschillende maatschappijen in. Op 24 november 2010 werd de Air operator's certificate van TAM Air ingetrokken en moest het de activiteiten staken.

## Vloot

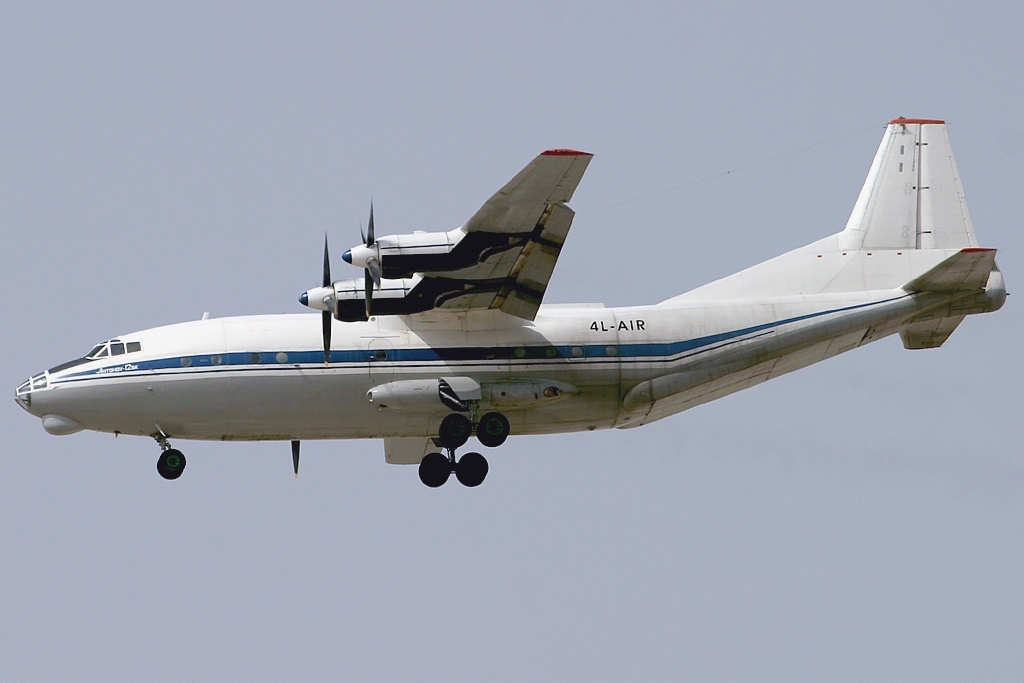
Antonov An-12 4L-AIR in 2005

De vloot van TAM Air bestond onder meer uit:
| Toepolev Tu-134A | 1 | 4L-AAJ   | 2003    | 2008    | [ 2 ]                   |  |  |  |  |
| Jakovlev Jak-40  | 1 | 4L-AAK   | 2003    | 2010    | In opslag 02-2011       |  |  |  |  |
| Antonov An-12BK  | 1 | 4L-AIR   | 12-2004 | 12-2005 | [ 12 ]                  |  |  |  |  |
| Antonov An-24RV  | 1 | 4L-BZG   | 2007    | 2010    | In opslag 02-2011       |  |  |  |  |
| Boeing 737-200   | 1 | UN-B3707 | 12-2008 | 2009    | Gehuurd van StarLine.kz |  |  |  |  |
|                  |   |          |         |         |                         |  |  |  |  |